# 8274 Соедзіма
8274 Соедзіма (8274 Soejima) — астероїд головного поясу, відкритий 15 жовтня 1990 року.
Тіссеранів параметр щодо Юпітера — 3,581.
Названо на честь Соедзіми (яп. そえじま(副島) соедзіма).